# Euploea durrsteini
Euploea durrsteini är en fjärilsart som beskrevs av Otto Staudinger 1890. Euploea durrsteini ingår i släktet Euploea och familjen praktfjärilar. Inga underarter finns listade i Catalogue of Life.